# تازا: سرباز یک چشم
تازا: سرباز یک چشم (انگلیسی: Tazza: One Eyed Jack؛ کره‌ای: 타짜: 원 아이드 잭) فیلم جنایی محصول سال ۲۰۱۹ کره جنوبی به کارگردانی کوان اوه کوانگ و با بازی پارک جونگ مین، ریو سونگ بوم، چوی یو هوا، لی کوانگ سو، یون جه مون، لیم جی یون است. این فیلم، دنباله‌ای بر فیلم‌های تازا: قماربازان (۲۰۰۶) و تازا: کارت پنهان (۲۰۱۴) محسوب می‌شود.

## بازیگران

### اصلی
- پارک جونگ مین در نقش دو ایل چول
- ریو سونگ بوم در نقش جک یک چشم
- چوی یو هوا در نقش مدونا
- وو هیون در نقش مول
- یون جه مون در نقش ما گی
- لی کوانگ سو در نقش جو کا چی
- لیم جی یون در نقش یونگ می
- کوان هه هیو در نقش آقای کوان
- لی چانگ هون در نقش ایل تا
- اوه هه وون در نقش پیشخدمت بار
- اوه دونگ مین در نقش چشم چپ
- لی هونگ نه در نقش یک بادیگارد

## تولید
تصویربرداری اصلی در ۱۲ سپتامبر ۲۰۱۸ آغاز شد و در ۲ فوریه ۲۰۱۹ به پایان رسید.